# Dr Beyers Naudé
Dr Beyers Naudé est une municipalité locale située dans le district de Sarah Baartman (anciennement Cacadu), dans la province du Cap oriental, en Afrique du Sud. 
La municipalité fut créée en 2016 par la réunion et la fusion des municipalités locales de Camdeboo, Ikwezi et Baviaans et baptisée en hommage à Beyers Naudé. En 2011, la population de l'ensemble des trois anciennes municipalités était de 79 291 habitants.
Son siège est situé à Graaff-Reinet. Les autres principales localités sont Willowmore, Aberdeen, Jansenville, Steytlerville et Klipplaat. 

## Liste des maires
| Maire                          | Mandat                        | Parti |
| ------------------------------ | ----------------------------- | ----- |
| Deon Wesley Sam de Vos         | 2016 - 2021                   | ANC   |
| Ewald Loock                    | 23 novembre 2021-18 mai 2022, | DA    |
| Willem Jacobus Säfers (Syfers) | depuis le 7 juin 2022         | ANC   |

## Source
- (en) Cet article est partiellement ou en totalité issu de l’article de Wikipédia en anglais intitulé « Dr Beyers Naudé Local Municipality » (voir la liste des auteurs).